# Vaccinium sororium
Vaccinium sororium är en ljungväxtart som beskrevs av J. J. Smith. Vaccinium sororium ingår i Blåbärssläktet, och familjen ljungväxter. Inga underarter finns listade i Catalogue of Life.